# 임상준
임상준(任商準, 1818년 ~ ?)은 조선 말기의 무신이다. 본관은 풍천(豊川)이다.

## 개요
병마절도사 임백관(任百觀)의 아들이다.
1882년 임오군란 직후 총융사 지삼군부사 및 훈련대장 등을 역임하였다.
1885년 군무국구관(軍務局勾管)이 되었다.
1891년 공조판서, 1894년 춘천부유수가 되었다.
1896년 중추원일등의관(中樞院一等議官), 중추원의장대리가 되었다.
1899년 궁내부특진관이 되었다.
1900년 중추원의장이 되었다.

## 같이 보기
- 임백관
- 임백경
- 임규백